# Muscat Classic
 (avril 2025).
La Muscat Classic est une course cycliste d'un jour, organisée dans le sultanat d'Oman. Elle se déroule depuis 2023 et fait partie de l'UCI Asia Tour en catégorie 1.1.

## Historique
La première édition est organisée le 10 février 2023. Elle a lieu le jour précédent le départ du Tour d'Oman.

## Parcours
La course se déroule autour de Mascate, la capitale d'Oman. La première édition (2023) de cette course longue de 173,7 km part d'Al Mouj Muscat et arrive à Al Bustan.

## Palmarès
| Année | Vainqueur         | Deuxième        | Troisième       |
| ----- | ----------------- | --------------- | --------------- |
| 2023  | Jenthe Biermans   | Jordi Warlop    | Andrea Vendrame |
| 2024  | Finn Fisher-Black | Luke Lamperti   | Amaury Capiot   |
| 2025  | Rick Pluimers     | Jenthe Biermans | Henok Mulubrhan |